# Epicypta latiuscula
Epicypta latiuscula is een muggensoort uit de familie van de paddenstoelmuggen (Mycetophilidae). De wetenschappelijke naam van de soort is voor het eerst geldig gepubliceerd in 1987 door Zaitzev.